# Campeonato Nacional de Fútbol 1964
Il Campeonato Nacional de Fútbol 1964 è stata la 6ª edizione della massima serie del campionato di calcio dell'Ecuador, ed è stata vinta dal Deportivo Quito.

## Formula
Il campionato torna al girone unico: a qualificarsi sono le prime quattro del Campeonato Profesional de Quito, due da Manabí e due da Tungurahua. Le formazioni di Guayaquil decisero di non partecipare.

## Classifica
|  | Pos. | Squadra           | Pt | G | V | N | P | GF | GS | DR |
|  | ---- | ----------------- | -- | - | - | - | - | -- | -- | -- |
|  | 1.   | Deportivo Quito   | 10 | 7 | 4 | 2 | 1 | 13 | 6  | +7 |
|  | 1.   | El Nacional       | 10 | 7 | 4 | 2 | 1 | 11 | 7  | +4 |
|  | 1.   | LDU Quito         | 10 | 7 | 4 | 2 | 1 | 10 | 7  | +3 |
|  | 4.   | América de Manta  | 9  | 7 | 3 | 3 | 1 | 10 | 9  | +1 |
|  | 5.   | Juventud Italiana | 7  | 7 | 2 | 3 | 2 | 9  | 10 | -1 |
|  | 6.   | Politécnico       | 5  | 7 | 1 | 1 | 3 | 8  | 9  | -1 |
|  | 7.   | Macará            | 4  | 7 | 2 | 0 | 5 | 9  | 14 | -5 |
|  | 8.   | América de Quito  | 1  | 7 | 0 | 1 | 6 | 10 | 18 | -8 |

### Triangolare per il titolo
Data la parità tra le prime tre squadre del campionato, viene disputato un girone a tre per determinare il vincitore finale.

|                    | Pos. | Squadra         | Pt | G | V | N | P | GF | GS | DR |
| ------------------ | ---- | --------------- | -- | - | - | - | - | -- | -- | -- |
| Ecuador (bandiera) | 1.   | Deportivo Quito | 4  | 2 | 2 | 0 | 0 | 2  | 0  | +2 |
|                    | 2.   | El Nacional     | 2  | 2 | 1 | 0 | 1 | 3  | 3  | 0  |
|                    | 3.   | LDU Quito       | 0  | 2 | 0 | 0 | 2 | 2  | 4  | -2 |

## Verdetti
- Deportivo Quito campione nazionale
- Deportivo Quito in Coppa Libertadores 1965

## Classifica marcatori
| Gol |  |  | Giocatore        | Squadra           |
| --- |  |  | ---------------- | ----------------- |
| 8   |  |  | Jorge Valencia   | América de Manta  |
| 7   |  |  | Francisco Ruales | El Nacional       |
| 5   |  |  | Kléver Ordóñez   | Deportivo Quito   |
| 5   |  |  | César Pardo      | Deportivo Quito   |
| 4   |  |  | Joel León        | Juventud Italiana |